# Campanha das Carolinas

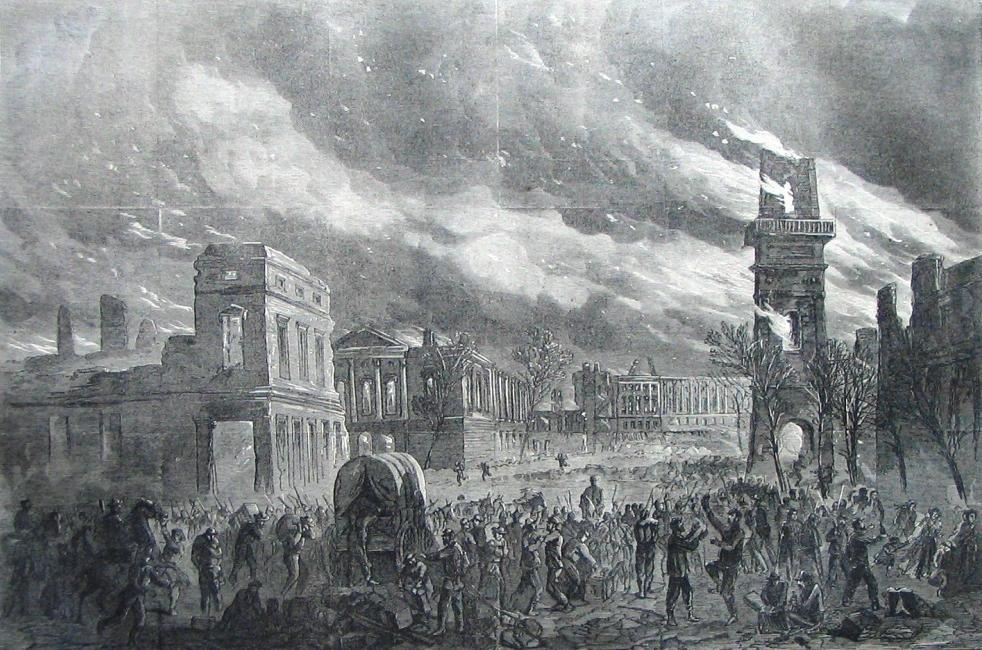
Campanha das Carolinas

A Campanha das Carolinas (1 de janeiro — 26 de abril de 1865) foi a campanha final conduzida pelo Exército dos Estados Unidos (Exército da União) contra o Exército dos Estados Confederados no Teatro Ocidental. Em 1 de janeiro, o major-general da União William T. Sherman avançou para o norte de Savannah, Geórgia, através das Carolinas, com a intenção de se unir às forças da União na Virgínia. A derrota do exército do general confederado Joseph E. Johnston na batalha de Bentonville, e sua rendição incondicional às forças da União em 26 de abril de 1865, efetivamente encerrou a Guerra Civil Americana.

## Contexto
Depois que Sherman conquistou Savannah, o culminar de sua "Marcha ao Mar", ele recebeu ordens do general-em-chefe do Exército da União, o tenente-general Ulysses S. Grant, para embarcar seu exército em navios para reforçar o Exército do Potomac e do Exército de James na Virgínia, onde Grant ficou preso no Cerco de Petersburgo contra o General Confederado Robert E. Lee. Sherman tinha coisas maiores em mente. Ele previu em 5 de janeiro de 1865: "Eu realmente acho que nas várias grandes épocas desta guerra, meu nome terá um papel proeminente". Ele convenceu Grant de que, em vez disso, deveria marchar para o norte através das Carolinas, destruindo tudo de valor militar ao longo do caminho, semelhante à sua 'Marcha para o Mar' pela Geórgia. Sherman estava particularmente interessado em almejar a Carolina do Sul, como o primeiro estado a se separar da União, pelo efeito que isso teria sobre o moral sulista.
O exército de Sherman marchou em direção a Colúmbia, Carolina do Sul, no final de janeiro de 1865. Seus 60.079 homens foram divididos em duas alas: o Exército do Tennessee e dois corpos, o XIV e o XX, sob o comando do major-general Henry W. Slocum, que foi mais tarde designado formalmente o Exército da Geórgia. Reforços chegaram regularmente durante sua marcha para o norte, e em 1 de abril ele comandou 88.948 homens depois que o Exército de Ohio sob o major-general John M. Schofield se juntou em Goldsboro, CN.
Os oponentes de Sherman no lado confederado tinham consideravelmente menos homens. A força primária nas Carolinas foi o maltratado Exército do Tennessee, novamente sob o comando do general Joseph E. Johnston (que havia sido dispensado do cargo pelo presidente confederado Jefferson Davis durante a campanha de Atlanta contra Sherman e restaurado depois que John Bell Hood liderou um invasão desastrosa do Tennessee). Sua força foi registrada em meados de março em 9.513 e 15.188 em meados de abril. O exército foi organizado em três corpos, comandados pelo tenente-general William J. Hardee, o tenente-general Alexander P. Stewart e tenente-general Stephen D. Lee. Também nas Carolinas estavam as forças de cavalaria da divisão do major-general Wade Hampton e um pequeno número em Wilmington, Carolina do Norte, sob o comando do general Braxton Bragg.
O plano de Sherman era contornar as pequenas concentrações de tropas confederadas em Augusta, Geórgia e Charleston, Carolina do Sul, e chegar a Goldsboro, Carolina do Norte, até 15 de março. Tal como acontece com suas operações na Geórgia, Sherman marchou com seus exércitos em várias direções simultaneamente, confundindo os dispersos Defensores confederados quanto ao seu primeiro verdadeiro objetivo, que era a capital do estado de Columbia, na Carolina do Sul.